# Puncaksari
Puncaksari is een bestuurslaag in het regentschap West-Bandung van de provincie West-Java, Indonesië. Puncaksari telt 4940 inwoners (volkstelling 2010).